# Töpperschloot
Der Töpperschloot ist ein Schloot auf dem Gebiet von Poggenkrug, einem Ortsteil des Wittmunder Ortsteils Willen im Landkreis Wittmund in Ostfriesland. Er entspringt an der Bundesstraße 210 und mündet rund 400 Meter südsüdöstlich in die Poggenkruger Leide.